# Електронна музика в България
Електронната музика в България има богата и разнообразна история, набирайки популярност още в края на 20-ти век. Развитието на електронната музика в България върви паралелно с прехода на страната към демократично общество. След като политическите и културните бариери паднаха, ново поколение музиканти и диджеи се възползваха от възможността да експериментират с електронни звуци. Те черпят вдъхновение от западните електронни музикални движения, включително техно и хаус сцените в Берлин и Детройт. Този културен обмен позволи на български артисти да включат глобални влияния, като същевременно влеят своя уникален вкус в музиката. През годините сцената се развива чрез обединяване на разнообразие от поджанрове, съчетавайки и частици от българска култура. Имплементацията на международни влияния с български нотки прави електронната музика изключителна за българската културна сцена. България продължава да се развива, а нейните артисти и събития играят важна роля в глобалния пейзаж на електронната музика.

## Жанрове и изпълнители
Българската електронна музикална сцена обхваща широк спектър от жанрове на електронната музика, включително техно, хаус, транс, дръм енд бейс, ембиънт и др. Появиха се известни български изпълнители на електронна музика, като KiNK (Страхил Велчев), известен с уникалния си поглед върху електронната и хаус музиката. Тези изпълнители са спечелили признание както на местно, така и на международно ниво, допринасяйки за нарастващата репутация на българската електронна музикална общност.
KiNK, по-специално, е известен със своите изпълнения на живо, където той демонстрира майсторството си на аналогов хардуер и динамичен подход към музикалната продукция. Неговият успех не само повлия на българската електронна музика, но също така спечели международно признание, отваряйки му врати към реномирани клубове и фестивали по целия свят. Неговият новаторски подход служи като пример за креативността и оригиналността, които българските електронни артисти носят на световната сцена.

## Събития и места
България е домакин на различни фестивали и събития за електронна музика, включително Solar, Meadows in the Mountains, Balkan Station, Wake Up Stran-Jah, и други, които привличат комбинация от местни и международни таланти. Meadows in the Mountains, разположен в живописните Родопи, е уникален фестивал, който съчетава електронна музика с потапяща природна среда, създавайки различно и незабравимо изживяване за присъстващите.
Столицата на страната – София, служи като фокусна точка за електронна музика с множество клубове и места, посветени на жанра. Тези места, като Yalta Club и Mixtape5, изиграха главна роля в оформянето на електронната музикална сцена в България и продължават да служат като платформи за артисти, диджеи и ентусиасти да се събират и да се радват на електронното звучене. Оживеният нощен живот на града и непредубеденият дух на хората допринасят за продължаващия растеж и еволюция на електронната музика в България.